# Château de Lesmaës
Le château de Lesmaës est situé sur la commune de Plestin-les-Grèves en France.

## Localisation
Le château est situé sur la commune de Plestin-les-Grèves dans le département des Côtes-d'Armor, dans la région Bretagne.

## Description
Le château est construit aux alentours de 1500, comprenant une chapelle funéraire de la famille de Kergariou, restaurée et remaniée au XIXe siècle. Édifice construit en granite et schiste sur un plan d'ensemble en L. Le corps de logis est une construction à deux corps en équerre et à trois pièces au rez-de-chaussée comprenant une tour d'escalier circulaire dans-œuvre située dans l'angle antérieur gauche. Le corps de bâtiment principal, dont la façade antérieure est montée en grand et moyen appareil de granite, est ajourée à l'avant de trois travées formées de croisées et de lucanes à gables architecturés. Il présente également une tour d'escalier circulaire demi-hors-œuvre centrale sur l'élévation postérieure. Sur la façade principale, les fenêtres à meneaux possèdent des frontons ornés de statues rampantes d’animaux. L'aile en retour d'équerre est prolongée au sud par une chapelle à vaisseau unique terminée par une tour coiffée d'un toit conique. Un parc entoure la demeure.

## Historique
Le château est inscrit au titre des monuments historiques par arrêté du 5 février 1927.

## Galerie

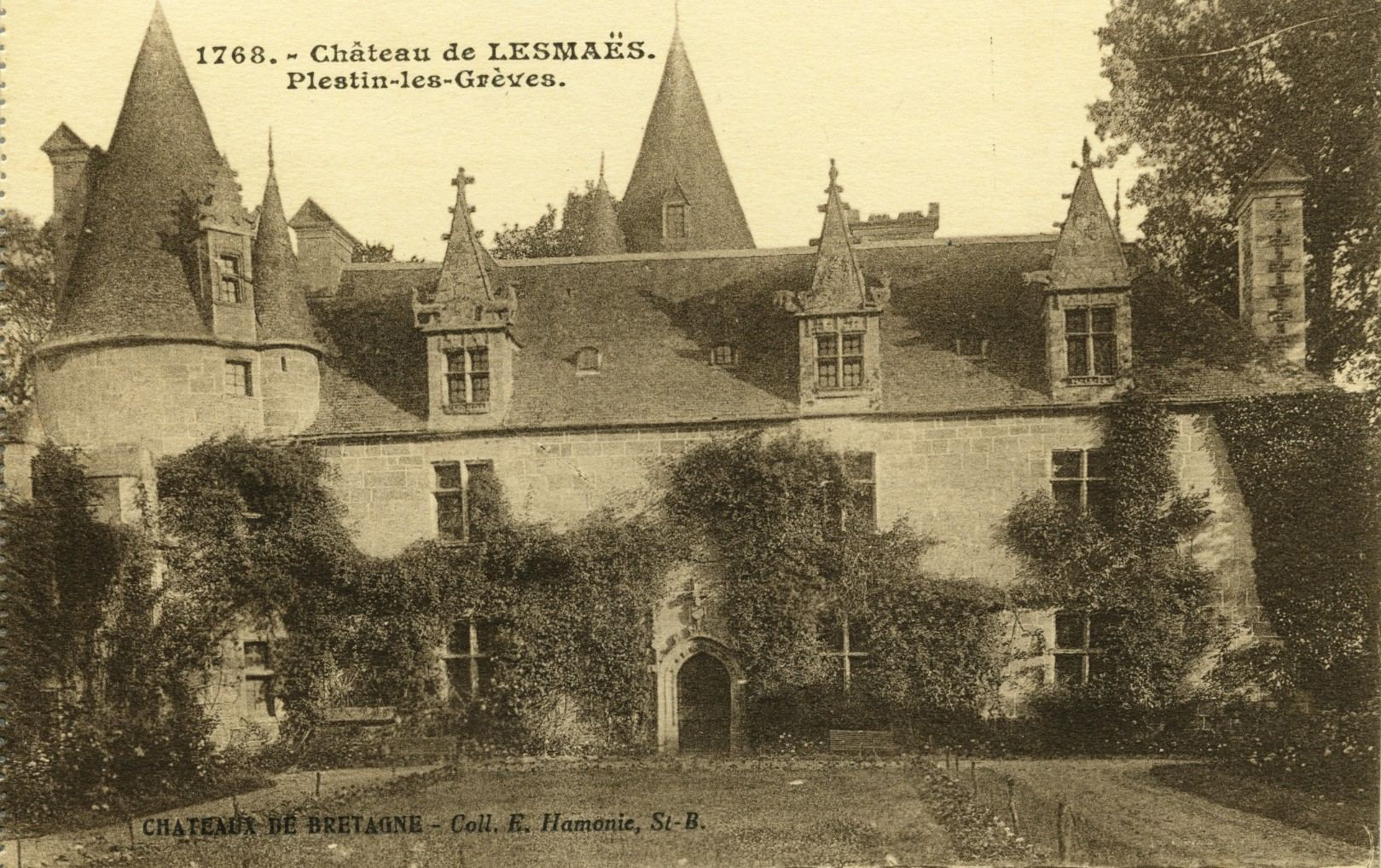
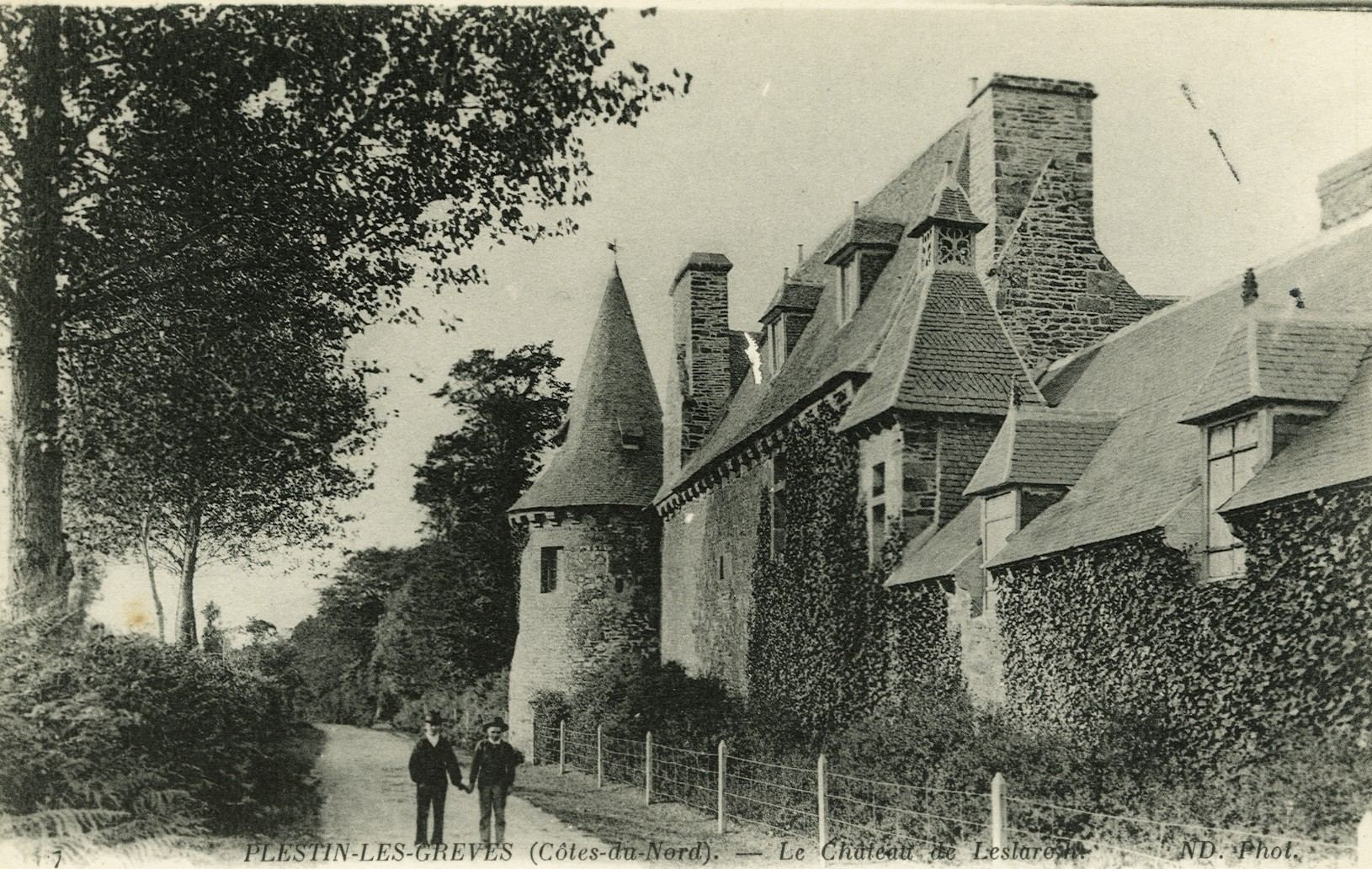
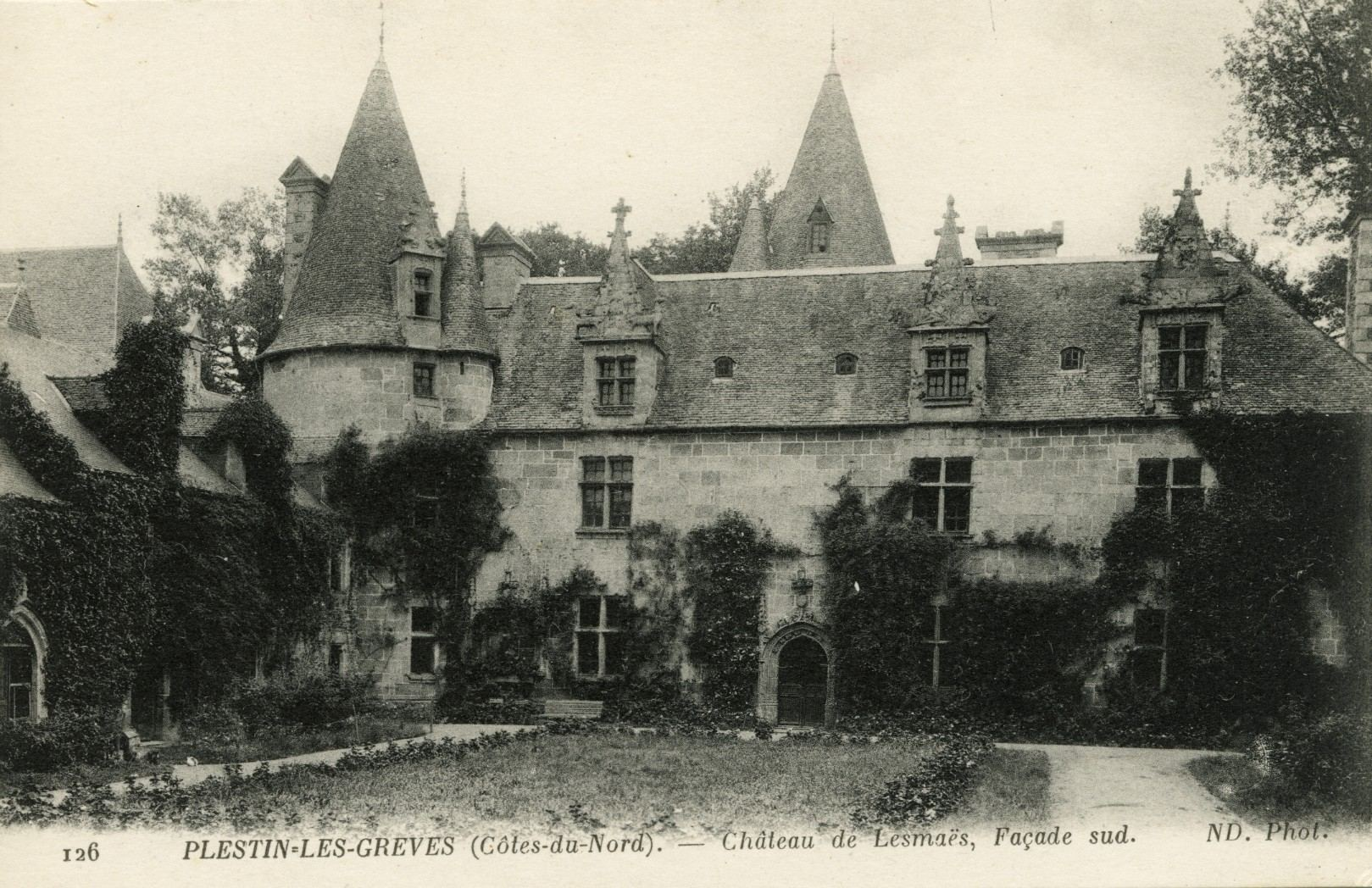